# Historia del Sahara Occidental
La historia del Sáhara Occidental está determinada por su vasto e inhóspito territorio. Comienza con el tránsito de las rutas de comercio transahariano por sus oasis y el nomadismo de sus habitantes. En 1499 la corona de Castilla logró soberanía sobre este territorio frente al reino de Portugal, que se materializó en la presencia de pescadores canarios en sus costas. De 1884 a 1976 fue un territorio de ultramar español denominado Sáhara español. Desde el último tercio del siglo XX se trata de un territorio en disputa entre Marruecos y la RASD marcado por el complejo conflicto del Sahara Occidental.

## Período prehispánico
Los trabajos de los arqueólogos Martín Almagro Basch y Julio Martínez Santa Olalla sobre los hallazgos de época neolítica se encuentran depositados en el Museo Arqueológico Nacional.
La creciente desertización del desierto del Sahara, anterior a la introducción del camello (principios del primer milenio), causó el práctico aislamiento de la región. La introducción del dromedario, hacia el siglo iii d. C., supuso una revolución en la ganadería y en las comunicaciones a través del desierto, de modo que el territorio del actual Sáhara Occidental se convirtió en parte de una de las principales rutas de comercio del mundo, transportando sal y oro entre el norte de África y África occidental.
Los habitantes del Sahara Occidental pertenecen al pueblo Gitul y, según las fuentes de la época romana, la región estaba habitada por este pueblo, además de la presencia de tribus bereberes. La herencia de los bereberes todavía se puede encontrar en sus características y los nombres de sus ubicaciones geográficas y de sus tribus.Sin embargo, otras fuentes confirman que los primeros habitantes del territorio pudieron pertenecer a Alpavor y se establecieron posteriormente en el pueblo Alserereon. Otra hipótesis es que los bafour se asentaron en la región más tarde y terminaron aprendiendo el idioma amazig, fusionándose también con los pueblos indígenas de la región, para convertirse, como resultado de muchas mezclas, en miembros de la tribu árabe Beni Hassan.[cita requerida]

## Edad Media

Imperio almorávide, siglos xi–xii.

La llegada del islam a la región en el siglo VIII jugó un papel importante en el desarrollo del norte de África, especialmente en el campo comercial. La lejanía del califato facilitó la independencia de la región. Los almorávides, un grupo de estrictos intérpretes del Corán, surgidos en esta región, controlaron (1053-1147) el norte de África e incluso al-Ándalus, al otro lado del estrecho de Gibraltar. La región del Sahara Occidental se desarrolló y se convirtió en una de las principales rutas de caravanas, siendo la más importante la ruta entre Marrakech en Marruecos y Tombuctú en Malí.

En el siglo XI, los Beni Maquil (una comunidad árabe que contaba con menos de doscientos miembros durante ese período) se asentaron en Marruecos, concretamente en el Valle del Draa, el río Muluya, Tafilálet y Taurirt. Hasta entonces la población, aunque musulmana, seguía siendo bereber; pero a comienzos del siglo XIII, con el final del Imperio almohade, los árabes maqil emigraron de Libia hacia poniente, y el sultán meriní Abu Yusuf los envió al sur del Draa, por lo que ocuparon el Sáhara Occidental y Mauritania dando origen a las tribus hasaníes que se impusieron sobre los bereberes sanhaya en el siglo XIV, y con ellos el árabe hasaní.

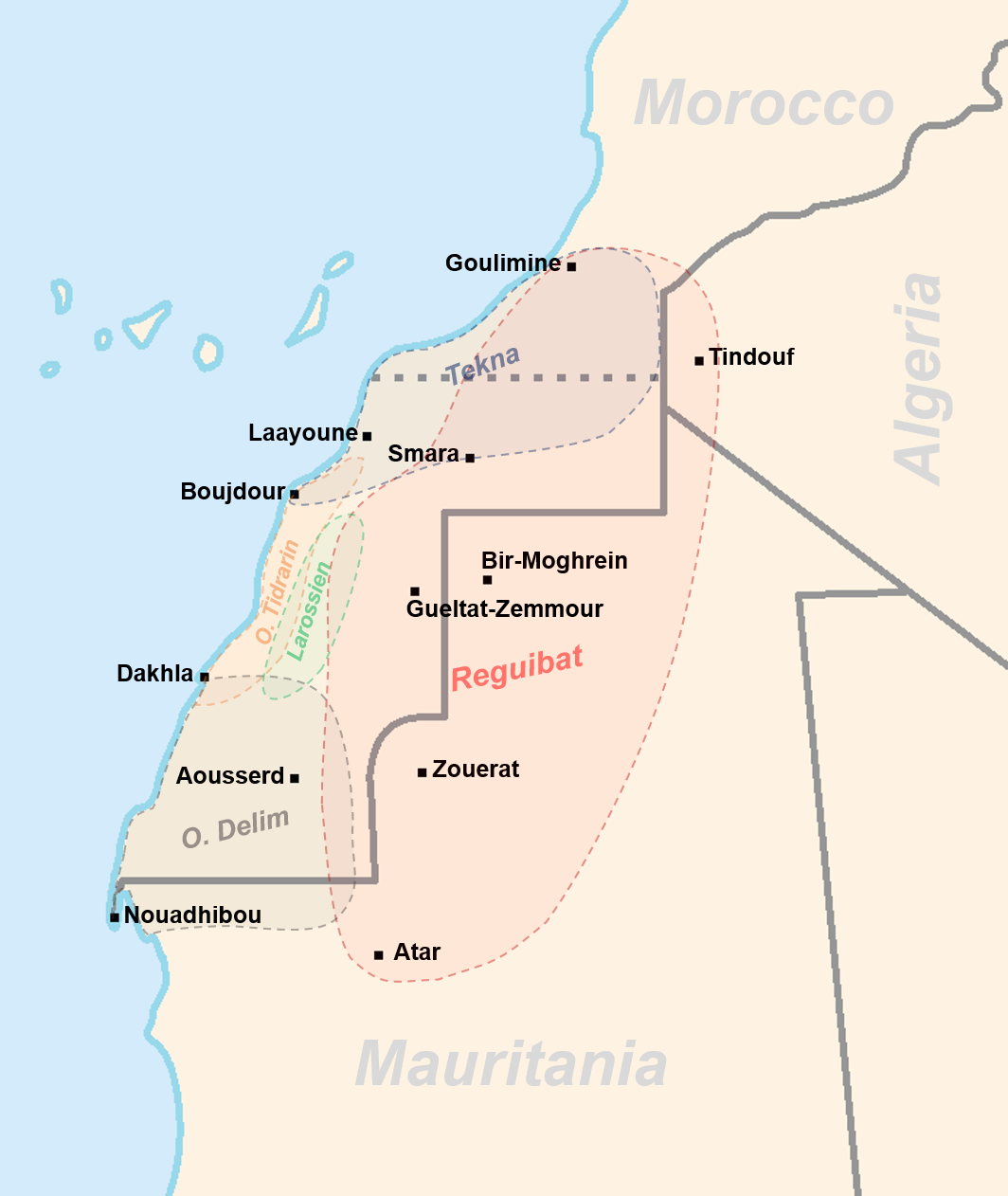
Mapa de las tribus del Sahara Occidental: Erguibat (Reguibat en el mapa), Tekna, Oulad Delim...

Los Beni Maquil construyeron en la región sus tribus y se establecieron cambiando su nombre y su sistema de gobierno, entre muchas otras cosas. Asimismo, lo subordinaron directamente a Al-Sous Al-Aqsa y luego se expandieron en la región de Souss, construyendo palacios ubicados en ciudades marroquíes como Taroudant. Los saharauis afirman proceder de los hasaníes, una tribu árabe que emigró a través del desierto en el siglo XI.
A partir del siglo XIII, durante la era meriní, los hasaníes se rebelaron contra el Estado, pero fueron derrotados por el sultán, de manera que huyeron al exterior, por lo que se decía que habitaban ríos secos. El hecho de volver a la guerra de nuevo, pero esta vez con Lamathuna, provocó que los bereberes partieran hacia el Sahara. A lo largo de casi cinco siglos, debido a un complejo proceso de aculturación, entremezclado y homogeneizacion entre algunas tribus indígenas bereberes y tribus árabes mixtas, se formó una cultura única, especialmente entre Marruecos y Mauritania. 
La sociedad saharaui antes de la transformación colonial estaba determinada por el nomadismo, cuya base económica fundamental era la explotación del ganado. La sociedad precolonial se organizaba en cabilas, una unidad social. Una cabila constituye un grupo unido por lazos de parentesco, a través de línea paterna con un antepasado común de gran prestigio, de carácter santo. La unidad familiar de la sociedad saharaui se extiende desde los bisabuelos hasta los bisnietos, y el conjunto de estos familiares se materializa en el “frig” o reunión de “jaimat” de un mismo “ahel”. Además, en las cabilas la consanguinidad iba unida con la próxima residencia. Así, la comunidad era el factor de unión que garantizaba a todos la supervivencia ante la fragilidad de producción.
El sistema de gobierno del Sahara precolonial estaba organizado en relación con el chej y a la yemaa. El chej asumía una autoridad personal, no institucional, ya que era un miembro de las familias prestigiosas de la cabila, a las cuales se les atribuye una categoría superior. Era también una persona con un gran conocimiento y mucha experiencia, y su autoridad se manifestaba por medio del consenso general en el consejo y arbitraje de los conflictos del “ahel” o “fahed”. El poder del chej estaba limitado por la yemaa, la asamblea de notables reunidos en consejo o parlamento libre, cuando surgían conflictos entre diferentes familias o cabilas.

## Edad Modernaː corona de Castilla
La presencia de España en las costas del Sahara Occidental data de la conquista de las Canarias por la corona de Castilla en el siglo XV. En 1499 el gobernador canario Lope Sánchez de Valenzuela, mandado por los Reyes Católicos, logró la capitulación del reino Bu Tata, firmándose ésta en Granada. Además, la soberanía española sobre estos territorios fue reconocida mediante sucesivos tratados con el reino de Portugal, como Alcazovas, Tordesillas y Cintra.

## Siglo XIXː reparto de África
Las conquistas francesas en Mauritania empujaron hacia la Saguía el Hamra y el Draa a los seguidores del dirigente musulmán Ma el Ainin (1838-1910), que en 1898-1902 fundó una ciudad en la actual Smara como centro para el comercio y el estudio religioso. Además de enfrentarse a los franceses en el sur, intervino en los asuntos de Marruecos, alterado a consecuencia del Tratado de Algeciras de 1906, siendo expulsado por los franceses en 1910. Su hijo y sucesor, Ahmed al-Hiba, fue atacado por una columna francesa de Mauritania que destruyó parcialmente Smara en 1912. Al-Hiba se proclamó sultán (conocido como el Sultán Azul) y tras el tratado franco-marroquí de 1912, que tenía cláusulas contra él, entró en Marrakech, mas en 1913-1919 fue expulsado por los franceses y murió.

## El Sáhara Español 1884 - 1976

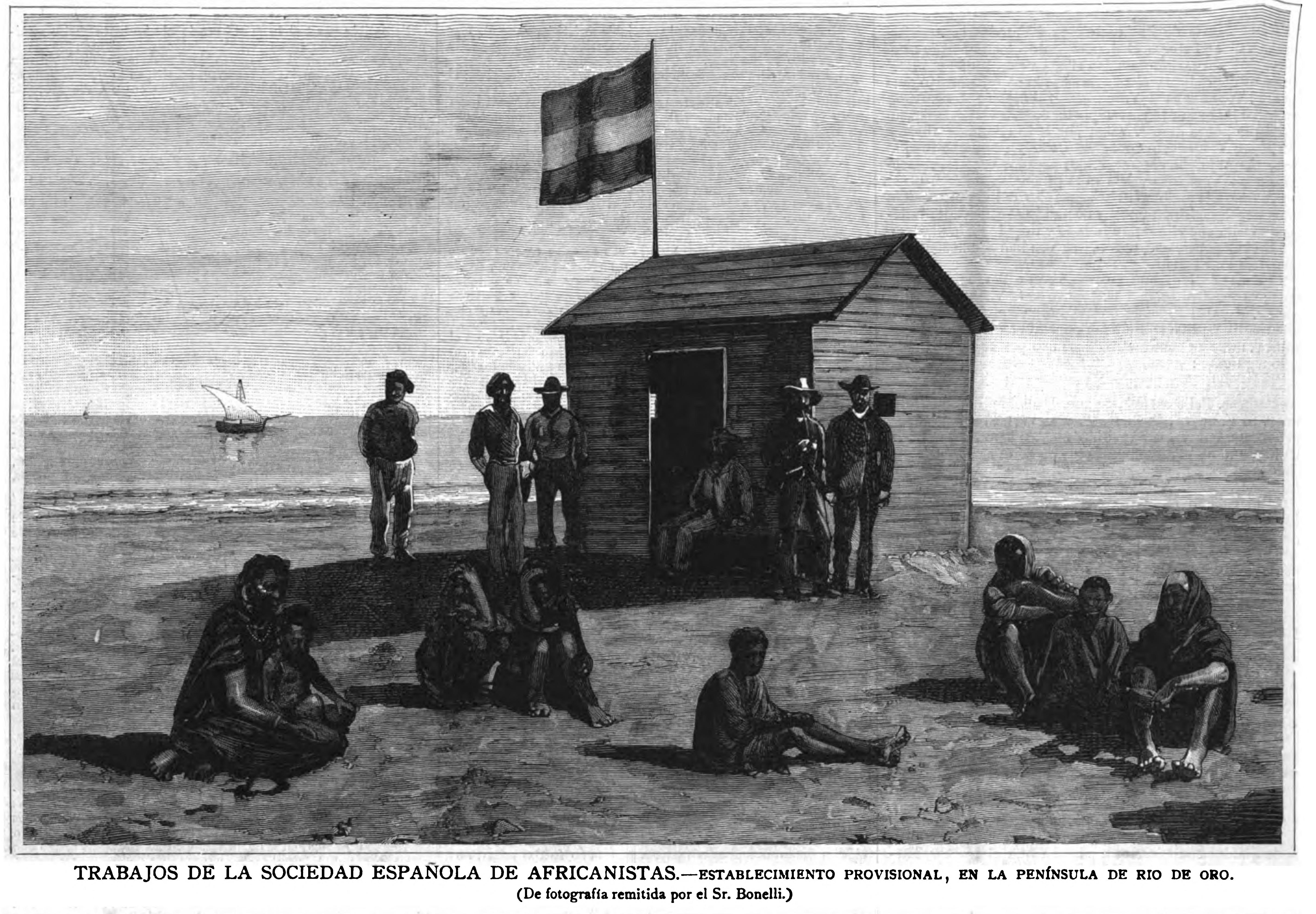
Grabado publicado en enero de 1885 en La Ilustración Española y Americana que ilustra los trabajos de la Sociedad Española de Africanistas liderados por Emilio Bonelli. Establecimiento provisional en la Península de Río de Oro.

La región situada entre el cabo Bojador y el cabo Blanco fue reclamada por España en 1884, durante la conferencia de Berlín (establecimiento de una factoría en la península de Villa Cisneros y dependencias en la bahía de Cintra y en Cabo Blanco a finales de 1884 por Emilio Bonelli). En 1885, comenzó la construcción de Villa Cisneros y el establecimiento de factorías en Río de Oro y Cabo Blanco. Los españoles prosiguieron su avance hacia el interior y el norte del cabo Bojador.
Pese al éxito de las negociaciones con Ahmed uld Mohamed uld el Aidda, sultán de Adrar el-Tmarr y el jefe saharaui más respetado de la zona, de quien se logró que firmara una carta de protectorado con España, la falta de notificación del gobierno de Práxedes Mateo Sagasta durante la Conferencia de Berlín dejó los acuerdos en papel mojado, por lo que se perdió la posibilidad de establecer la soberanía española sobre un territorio de aproximadamente 500 000 km². Posteriormente las salinas de Iyil quedaron bajo control francés tras el tratado de París que delimitó las fronteras entre los territorios coloniales de España y Francia tanto en el Sáhara Occidental como en el golfo de Guinea.
Ante las fricciones con Francia, una serie de acuerdos alcanzados en 1900 (Tratado de París), 1904 y 1920 delimitaron las áreas de influencia de ambos países, fijándose el límite norte del Sáhara Occidental en el paralelo 27°40′ N. España dividió su posesión en dos distritos administrativos independientes, Río de Oro, al sur y Saguía el Hamra, al norte, que se unieron el año 1958 para formar la provincia española del Sáhara Español.
Río de Oro fue el primer territorio que controló España en la zona. En 1884 Emilio Bonelli, con 7500 pesetas extraídas de los fondos del Estado gracias a un privilegio presidencial que el entonces presidente Antonio Cánovas del Castillo tenía conforme a las normas de la época, inspeccionó la zona, donde el 4 de noviembre fundó Villa Cisneros, que se convertiría en su capital. El entonces rey Alfonso XII llevó a cabo una promulgación real sobre el territorio el 26 de diciembre de 1884. La Güera, inicialmente una colonia separada, fue anexada al Río de Oro en 1924.

Después, el territorio de Saguía el Hamra fue anexado a Río de Oro. Fue reconocido a España por Francia en 1912. Ocupaba la zona entre el Cabo Bojador y el paralelo 27°40′ N. Los principales centros de población eran Smara, considerada ciudad santa, y El Aaiún (que podría traducirse como Las Fuentes) que fundada por Antonio de Oro en 1938 sobre un pequeño asentamiento nativo y que en 1940 se convirtió en capital de la provincia, relegando así a Villa Cisneros. 

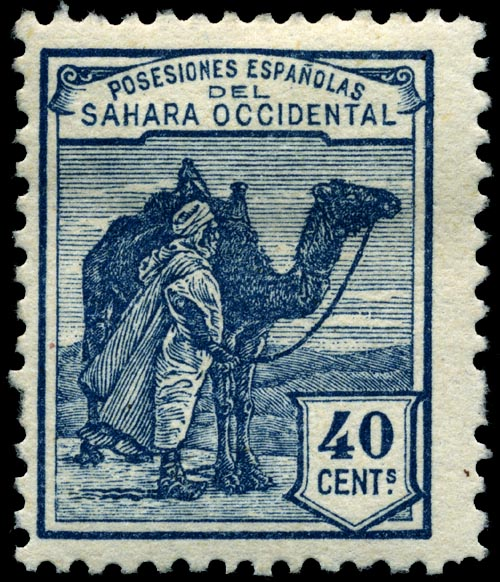
Sello de 1924 de Posesiones Españolas del Sahara Occidental

La zona sur del Protectorado español de Marruecos, conocida como Cabo Juby —acuerdo con Francia de 1912— y situada al norte de Saguía el Hamra y comprendida entre el paralelo 27°40′ N y la vaguada del Río Draa, fue una región históricamente poblada por saharauis, y que estuvo bajo control ibérico desde la toma de Francisco Bens el 29 de junio de 1916. En 1934, en plena Segunda República, se empezó a conocer el territorio como Sáhara Español tras un acuerdo amistoso entre tribus saharauis y la administración republicana.
En 1949, Manuel Alía Medina, un geólogo español, descubrió en Bucraa los yacimientos de fosfatos más grandes del mundo que fueron explotados por la empresa estatal Fos Bucraa hasta 1976.

El Sáhara Español (1956), en el mapa también se reflejan los territorios españoles de Ifni y el Protectorado español de Marruecos.

Tras su independencia de Francia en 1956, Marruecos reclamó el territorio del Sáhara español como parte de su Gran Marruecos, dando lugar a la guerra de Ifni-Sahara, librada en Ifni y en el Sahara español. La batalla más importante de ésta fue la de Edchera el 13 de enero de 1958. 
En 1967, la ONU recomendó la descolonización del territorio en tanto que poco después, Mauritania también se sumó a las reclamaciones territoriales marroquíes.
Entre tanto, comenzó la agitación nacionalista en el Sáhara Occidental. En 1968 se crea la Organización Avanzada para la Liberación de Saguía el Hamra y Río de Oro bajo el liderazgo de Sidi Brahim Basiri. La represión de un brote nacionalista en El Aaiún, el 17 de junio de 1970 concluyó con algunos muertos, decenas de heridos y cientos de detenidos. Basiri fue arrestado y nunca se volvió a saber de él. La hipótesis más extendida es que una patrulla del ejército español lo sacó de la cárcel para asesinarlo y después enterrarlo en el interior del territorio. Poco después, el 10 de mayo de 1973, se creó el Frente Polisario (Frente Popular para la Liberación de Saguía el Hamra y Río de Oro), que comenzó la lucha armada contra España. Su primera acción tuvo lugar el 20 de mayo de ese año con 17 combatientes que tan solo contaban con cinco armas. Los choques armados se sucederían durante los siguientes meses.
A comienzos de la década de 1970, ante los deseos de Marruecos y Mauritania de anexionarse el territorio, el Gobierno español empezó a considerar la posibilidad de la autonomía, redactando un borrador de estatuto de autonomía y creando a finales de 1974 un partido proespañol, el Partido de Unión Nacional Saharaui (PUNS). Existía una asamblea de notables, la Djema'a, con limitadas capacidades de gobierno. Por último comunicó a la ONU la intención de celebrar un referéndum de autodeterminación en 1975, quien así lo dispuso en su resolución 3458 B del 10 de diciembre de 1975.
En 1974, España anunció sus planes para conceder mayor autonomía a los saharauis y para celebrar un referéndum durante la primavera de 1975. Marruecos se opuso al proyecto español, en tanto que la ONU forzó a España a suspender el referéndum y a acudir al Tribunal Internacional de Justicia de La Haya, que dictaminó en favor de la autodeterminación. 
El 21 de agosto de 1975, el Departamento de Estado de los Estados Unidos dio luz verde a un proyecto estratégico secreto de la CIA, financiado por Arabia Saudí, para arrebatar la provincia del Sahara Español a España, siendo el Sahara un territorio vital desde el punto geoestratégico, rico en fosfatos, hierro, petróleo y gas, que Estados Unidos no quería dejar en manos de España debido al régimen de Franco.[cita requerida]
El 6 de octubre, los servicios de Inteligencia del Ejército español informaron a Franco de los planes de Estados Unidos sobre el Sáhara Occidental y le pidieron que actuara en consecuencia. El 21 de octubre, Juan Carlos de Borbón, príncipe de España y heredero del dictador, se negó a aceptar la jefatura en España con carácter interino, pues buscaba poder total para actuar en el Sáhara Occidental, que consiguió poco tiempo después. Con riesgo de una guerra entre España y Marruecos, Juan Carlos I pidió ayuda de Henry Kissinger, el secretario de Estado estadounidense, y este aceptó la mediación solicitada por el monarca, intercediendo ante Hasán II de Marruecos, con lo que en las siguientes horas se firmó un pacto secreto por el cual Juan Carlos se comprometía a entregar el Sahara español a Marruecos a cambio del total apoyo político estadounidense a su jefatura del Estado.
El rey Hasán II de Marruecos, no conforme con lo establecido por la ONU, organizó la invasión marroquí del Sahara español (16 de octubre de 1975). Mientras tanto, la administración española organizó la operación Golondrina, una operación para evacuar a los españoles del territorio. Así, se llevaría a cabo la mayor traición de España a los ciudadanos españoles y saharauis (en ese entonces también ciudadanos españoles). Se llevarían hasta los cadáveres de los cementerios. El 2 de noviembre de 1975, el entonces príncipe de España, Juan Carlos de Borbón, entonces jefe de Estado en funciones, visitó a las tropas españolas desplegadas en el Sáhara Español, asegurándoles todo el apoyo del gobierno en su defensa del territorio y del pueblo saharaui. Cuatro días más tarde, el 6 de noviembre de 1975, unos 300 000 marroquíes desarmados concentrados en la ciudad marroquí de Tarfaya, cerca de la frontera, se internaron en el Sáhara Occidental. Poco antes (31 de octubre), tropas marroquíes habían cruzado la frontera nordeste del Sáhara Occidental y se habían enfrentado a tropas del Frente Polisario.
En este clima de tensión, agravado por la agonía del dictador Francisco Franco en España, Marruecos, Mauritania y España (representada por el entonces príncipe Juan Carlos), firmaron en Madrid (14 de noviembre de 1975) un acuerdo por el cual España se comprometía a poner fin a su presencia en el Sáhara el 28 de febrero de 1976 y a compartir hasta entonces la administración del territorio del Sáhara Occidental con Mauritania y Marruecos. Este acuerdo contó con la oposición frontal de Argelia y del Frente Polisario. Ante la presión de la invasión, las guarniciones españolas se habían retirado a El Aaiún, Smara y Villa Cisneros.
Tropas mauritanas y marroquíes empezaron a ocupar las ciudades del Sáhara Occidental (Smara, 27 de noviembre; El Aaiún, 11 de diciembre; La Güera, 20 de diciembre; Villa Cisneros, 9 de enero). Los saharauis comenzaron a abandonar las ciudades (noviembre 1975-febrero 1976) para instalarse en el desierto. Tras los bombardeos marroquíes de los campos, finalmente terminarían en campos de refugiados en Argelia.
El 26 de febrero de 1976, los últimos soldados españoles abandonaban el Sáhara Occidental.

## Guerra del Sahara Occidental
La misma noche del 26 de febrero de 1976 las tropas marroquíes ya habían entrado en el territorio y el Frente Polisario proclamó la constitución de la República Árabe Saharaui Democrática (RASD). El 14 de abril, Mauritania y Marruecos firmaron un acuerdo en Rabat para el reparto el país: los dos tercios más al norte para Marruecos y el tercio restante para Mauritania.
Cuando el Frente Polisario declaró la guerra a Marruecos, este último estaba perdiendo la guerra contra el primero, pero Estados Unidos, Francia, España y Arabía Saudí, gracias a las relaciones de Hasán II con Henry Kissinger (el entonces consejero de Seguridad Nacional de Estados Unidos) y con la dinastía Saud de Arabía Saudí, intervinieron para ayudar a Marruecos a apoderarse del territorio saharaui.

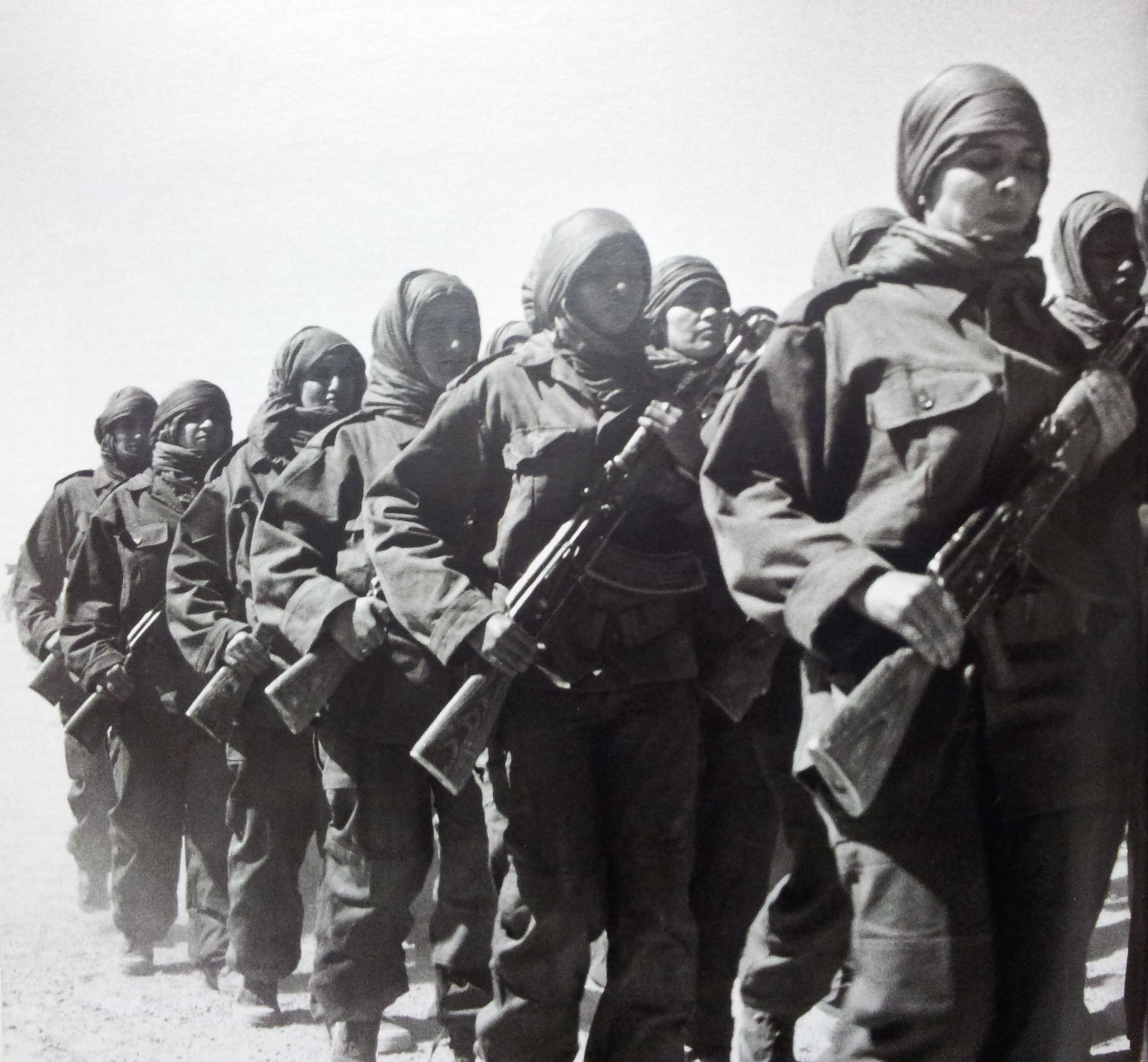
Guerreras del Frente Polisario.

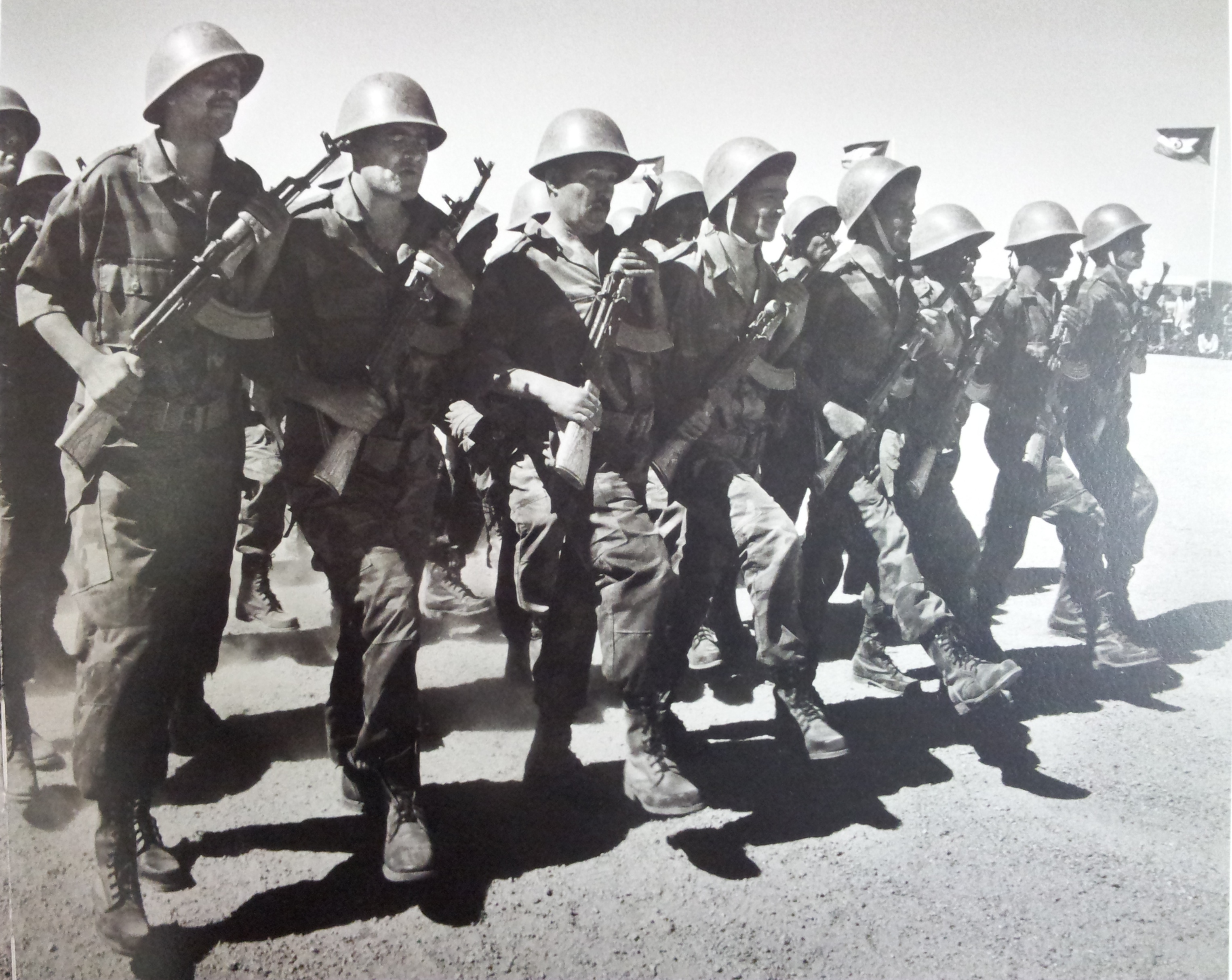
Guerreros del Frente Polisario.

Muros marroquíes en el territorio del Sahara Occidental, durante la guerra del Sahara Occidental (1975-1991). En amarillo, el territorio bajo control del Frente Polisario.

Las guerrillas del Polisario, con base en Argelia, lanzaron, entre 1976 y 1978, continuos ataques contra las tropas marroquíes y mauritanas en el Sáhara Occidental (llegan incluso a atacar la capital de Mauritania). Consecuencia de esta guerra de desgaste, Mauritania renunció a sus pretensiones territoriales en el Sáhara y en 1979, firmó la paz con el Frente Polisario (Acuerdo de Argel). Sin embargo, su lugar fue ocupado por Marruecos, que proclamó su soberanía sobre la totalidad del territorio del Sáhara Occidental.
Fue después del abandono de Mauritania cuando la RASD consiguió su mayor reconocimiento internacional. Admitida formalmente en la Organización para la Unidad Africana (OUA) en 1982, consiguió estatus de pleno derecho en 1984 (lo que dio pie al abandono de esta por parte de Marruecos). En 1985, ya había sido reconocida oficialmente por 61 países. Ese año, las Naciones Unidas instaron a una negociación entre las partes y a la celebración de un referéndum en el Sáhara Occidental con la retirada previa de las tropas marroquíes.
Sin embargo, sobre el terreno, las operaciones militares empezaron a torcerse para el Frente Polisario, con la construcción por Marruecos de una línea defensiva en pleno desierto. En agosto de 1980, Marruecos comenzó la construcción del muro, el cual dividía el territorio del Sáhara Occidental de norte a sur. Terminado en abril de 1987, mide 2720 kilómetros, protegiendo los yacimientos de fosfatos de Bucraa, El Aaiún y Smara, hecho de arena de al menos 2 metros de alto, estaba rodeado de campos minados posee fortalezas cada 5 km y quedó resguardado por más 100 000 soldados.
Finalmente, en agosto de 1988, Marruecos y el Frente Polisario dieron su visto bueno a un plan de paz elaborado por la ONU y la OUA, que planteaba el alto el fuego y el control del territorio del Sáhara por una misión de las Naciones Unidas, la cual prepararía la celebración de un referéndum sobre el futuro del territorio.
Las conversaciones comenzaron en 1989, pero pronto surgieron las dificultades, especialmente debido a discrepancias sobre el censo que debía usarse en la consulta. El Frente Polisario sostiene que la base del censo debería ser el censo español de 1974, en tanto que Marruecos sostiene que el referéndum debe contemplar a los actuales pobladores del territorio. De esta forma, el referéndum se fue aplazando. El 29 de abril de 1991, el Consejo de Seguridad de las Naciones Unidas, en su resolución 690, decidió establecer la misión para el referéndum (MINURSO, Misión de Naciones Unidas para el Referéndum en el Sáhara Occidental), que se desplegó en el territorio ese mismo año, cuyo objetivo es, además de preparar la consulta, supervisar el alto el fuego. Aunque la consulta está prevista para 1992, esta no se produjo debido a las discrepancias sobre el censo. La década de los noventa transcurrió entre intentos de elaborar un censo para el referéndum, entre continuas discrepancias entre ambas partes. Entre tanto, Hassan II de Marruecos decretó la división del Sáhara Occidental en provincias, equivalentes a las marroquíes. En 1999, se publicó el primer censo electoral (con más de 86 000 votantes). Sin embargo, la situación seguía estancada.

## SigloXXI
En enero de 2000 se completó el nuevo censo, pero de nuevo los desacuerdos entre Marruecos y el Frente Polisario impidieron la celebración del referéndum. Ese año, Marruecos expresó su intención de negociar con el Frente Polisario la concesión de cierta autonomía al Sáhara Occidental, pero cerrando la puerta a cualquier referéndum. En enero de 2003, el enviado especial de la ONU, el antiguo secretario de estado estadounidense, James Baker, se entrevistó con representantes de ambas partes proponiéndoles una programa (Plan Baker II) que incluía una amplia autonomía del Sáhara Occidental dentro de Marruecos como fase previa a la celebración de un referéndum sobre el estatus final del territorio en un plazo de cuatro años. Tanto Marruecos como el Polisario rechazaron la propuesta en marzo. No obstante, el Frente Polisario cambió de opinión en julio, aceptando el plan. No así Marruecos, que seguía manteniendo la marroquinidad del Sáhara y su rechazo a la opción de la independencia. Para favorecer su aceptación, se aceptó incluir la posibilidad de una amplia autonomía dentro de las opciones del referéndum. El mandato de la MINURSO se prolongó (en la resolución 1570 de 28 de octubre de 2004, el Consejo de Seguridad extendió el mandato de MINURSO hasta el 30 de abril de 2005), mas hasta el momento no se ha llegado a ninguna solución ni, por descontado, a la celebración de ninguna consulta. Mientras tanto, los refugiados saharauis permanecieron en el desierto argelino, fundamentalmente en los Campos de refugiados de la provincia de Tinduf.
El presidente de la ONU, Kofi Annan, llegó a decir a finales de su mandato que el conflicto del Sáhara tenía una muy difícil solución. Los Estados miembros de la ONU no han sido capaces hasta el momento de hacer cumplir las resoluciones de la ONU. El referéndum parece atrasarse sine die.
En 2005, los principales núcleos urbanos del Sáhara Occidental se convirtieron en el escenario de graves protestas en contra de la ocupación marroquí. El 25 de mayo de 2005, la policía marroquí disolvió la manifestación pacífica en apoyo de la independencia y al Frente Polisario. En noviembre de 2010 la policía marroquí disolvió un campamento de protesta en las afueras de El Aaiún, comenzando después una serie de protestas de la población saharaui en la propia ciudad, con la posterior intervención de las autoridades marroquíes.
El 28 de febrero de 2015, 39 años después del abandono de España del territorio, el Frente Polisario hace público un ultimátum para abril en el que Christopher Ross, el enviado especial actual del Secretario General de la ONU para la MINURSO, debe presentar al Consejo de Seguridad un informe sobre la situación del Sáhara Occidental. En caso de no cumplirse dicho plazo, el Frente Polisario se reserva el derecho de utilizar todos los medios que considere oportunos para defender sus derechos y aquí, está claro, cabe la posibilidad de retomar las armas.
El 14 de noviembre de 2020, Brahim Gali, presidente de la República Árabe Saharaui Democrática (RASD), anunció que consideraban roto el alto el fuego con Marruecos de 1991 y declaró el estado de guerra tras los movimientos del ejército marroquí de los días anteriores, que se había desplegado en Guerguerat, en el extremo sur de la RASD, para acabar con la protesta pacífica que mantenían desde hacía tres semanas manifestantes saharauis del Frente Polisario. Los manifestantes exigían el cierre del paso fronterizo de Guerguerat, ilegal según el Frente Polisario, y que la ONU cumpliera con el compromiso de 1988 de hacer un referéndum de autodeterminación para el Sáhara Occidental.